# Mellicta benacensis
Mellicta benacensis är en fjärilsart som beskrevs av Ruggero Verity 1940. Mellicta benacensis ingår i släktet Mellicta och familjen praktfjärilar. Inga underarter finns listade i Catalogue of Life.